# 4-Track Demos
4-Track Demos – album kompilacyjny brytyjskiej wokalistki PJ Harvey.

## Lista utworów
1. "Rid of Me" – 3:42
2. "Legs" – 3:47
3. "Reeling" – 2:59
4. "Snake" – 1:56
5. "Hook" – 4:31
6. "50ft Queenie" – 2:48
7. "Driving" – 2:38
8. "Ecstasy" – 2:56
9. "Hardly Wait" – 2:48
10. "Rub 'til It Bleeds" – 5:10
11. "Easy" – 3:16
12. "M-Bike" – 2:43
13. "Yuri-G" – 3:53
14. "Goodnight" – 4:17

## Listy przebojów
| Rok  | Lista           | Pozycja |
| ---- | --------------- | ------- |
| 1993 | UK Albums Chart | 19      |
| 1993 | Heatseekers     | 10      |